# Risliden
Risliden är en by och småort i Norsjö kommun.

## Historia
Byn grundades av nybyggaren Herman Olofsson ("Herman-Orsa") från Villvattnet. Första gången nybygget nämns i officiella protokoll är 1767, men troligtvis hade Olofsson då redan bott där under några år.
Fler nybyggare anlände under åren som följde och befolkningen ökade, framför allt under 1800-talets början. Risliden är en gränsby och tillhörde under denna första tid olika socknar; Skellefteå, Lycksele, Burträsk och till sist Norsjö sedan 1832.
1897 byggdes byns bönhus, som inte tillhör något specifikt religiöst samfund utan sköts av en oberoende förening.
Skolan i byn togs i drift 1850 och undervisning bedrevs där fram till 1960-talet då undervisningen flyttades över till Norsjö. Så länge skolhuset fanns kvar var det en samlingslokal för byns invånare.
I Risliden lever den gamla traditionen med byaålderman kvar. Sedan 1845 utses en ålderman (som namnet till trots även kan vara en kvinna) enligt en förutbestämd turordning bland byns invånare. I åldermannens uppgifter ingår en del praktiska göromål, samt att förvalta den åldermannastav som är ett tecken på ämbetet. En majstämma hålls varje år där frågor som rör byn tas upp, och ny ålderman utses.
Närliggande byar som Ensamheten, Tvärliden och Talliden har grundats av nybyggare från Risliden.

### Befolkningsutveckling
| Befolkningsutvecklingen i Risliden 1950–2015  | Befolkningsutvecklingen i Risliden 1950–2015 | Befolkningsutvecklingen i Risliden 1950–2015 | Befolkningsutvecklingen i Risliden 1950–2015 | Befolkningsutvecklingen i Risliden 1950–2015 |
| --------------------------------------------- | -------------------------------------------- | -------------------------------------------- | -------------------------------------------- | -------------------------------------------- |
|                                               |                                              |                                              |                                              |                                              |
| År                                            |                                              |                                              | Folkmängd                                    | Areal (ha)                                   |
| 1950                                          | 1950                                         |                                              | 309                                          |                                              |
| 1960                                          | 1960                                         |                                              | 262                                          |                                              |
| 1965                                          | 1965                                         |                                              | 217                                          |                                              |
| 1990                                          | 1990                                         |                                              | 105                                          | 22#                                          |
| 1995                                          | 1995                                         |                                              | 84                                           | 22#                                          |
| 2000                                          | 2000                                         |                                              | 85                                           | 84#                                          |
| 2005                                          | 2005                                         |                                              | 67                                           | 23#                                          |
| 2010                                          | 2010                                         |                                              | 57                                           | 31#                                          |
| 2015                                          | 2015                                         |                                              | 80                                           | 50#                                          |
| Anm.: Upphörde som tätort 1970. # Som småort. |                                              |                                              |                                              |                                              |

## Sport
Rislidens SK bildades 1947. Klubben gick under namnet Rislidens SK till 1977, då nedlagda Lossmens IF (slutade med fotbollen 1972) i ett sista årsmöte beslutade att gå samman med RSK. Det nya namnet blev Risliden/Lossmens SK. Säsong 2015 spelar laget i Div. 6 norra Västerbotten.